# Viaggio intorno al mio cranio
Viaggio intorno al mio cranio (Utazás a koponyám körül) è un film del 1970 diretto da György Révész  che ha come protagonista Zoltán Latinovits. Nel 1970, l'attore vinse con questo film il premio Concha de Plata al miglior attore al Festival Internazionale del Cinema di San Sebastián.

## Produzione
Il film fu prodotto dalla MAFILM Stúdió 1.

## Distribuzione
La pellicola uscì nelle sale cinematografiche ungheresi il 5 marzo 1970.

## Riconoscimenti
- 1970 – Festival di San Sebastián
  - Concha de Plata al miglior attore a Zoltán Latinovits